# 歐洲社會論壇
歐洲社會論壇（英文：European Social Forum，簡稱 ESF）是由歐洲另類全球化運動人士舉辦的年度會議，旨在為歐洲及全世界的社會運動、工會運動、非政府組織、難民、反戰與反帝團體、反種族主義運動、環保運動與流亡社群提供討論主要議題的平台。歐洲社會論壇由世界社會論壇分出，並依循其原則憲章。

## 第一屆論壇
第一屆歐洲社會論壇於2002年11月於佛羅倫斯舉行。其口號為「反戰、反種族主義、反新自由主義」，並直接點名喬治·沃克·布希對伊拉克的行動。
在論壇召開前，托斯卡尼地方當局與右翼中央政府間發生了巨大的政治衝突。一些人擔心歐洲社會論壇重蹈2001年熱那亞的八大工業國會議覆轍，引發暴力與意外。佛羅倫斯記者 Oriana Fallaci 參與爭論，他呼籲佛羅倫斯市民關店在家避禍，並將歐洲社會論壇與納粹佔領相提並論；其他反對者包括批判 Berlusconi 政府但仰慕美國的政治學家 Giovanni Sartori，與右翼導演Franco Zeffirelli。支持者則包括記者 Tiziano Terzani 與「教授運動」（一群發動反 Berlusconi 政府遊行的大學教授）的發起人們。
事實上，歐洲社會論壇並未造成任何意外，它以一場反戰遊行告終，據主辦單位估計有超過一百萬人參與。論壇的議程包括移民問題、歐盟憲法與托賓稅等等，而焦點仍置於反戰。義大利反戰運動領導人 Gino Strada 是最受歡迎的講者之一。此外的與會者還有諸如國際特赦組織的大型非政府組織、ATTAC等區域性組織與左翼議員。志願口譯團體 Babels 在場將活動翻譯為各國語言。
論壇結束之際，眾人計畫了一場全歐反戰遊行，這就是後來的2003年2月15日全球反戰行動（詳閱 Stop the War: The story of Britain's biggest mass movement, Andrew Murray and Lindsey German, ISBN 1-905192-00-2, p.107）。

## 第二屆論壇
第二屆歐洲社會論壇在2003年11月於巴黎舉行。主辦單位宣稱有超過五萬人參加，最後一天的遊行則有約15萬人參加。
在法國，有人對組織的開放性置疑。法國社會黨的參與也引發許多批評聲浪，因為該黨在1990年代支持市場自由化；不過論壇中最活躍的團體還是革命共產主義者同盟。一些無政府主義團體於前一天在巴黎舉行了一個女性論壇，以抗衡第一屆歐洲社會論壇中的女性代表不足問題。

## 第三屆論壇
第三屆歐洲社會論壇在2004年11月15-17日於倫敦召開。主辦單位聲稱大約有2萬5千人參加各種會議、討論班、工作坊與文化活動，主講者共有約2500人，還有歐盟以外國家的參與者。
黑人、亞洲人、穆斯林與難民的比例有明顯提昇。女性講者也較前兩屆論壇更多。這次論壇也第一次包括了一個三天的文化議程，可由 ESF 網站公開報名。
知名的參加者與講者包括了阿爾及利亞反殖民鬥爭領導人 Ahmed Ben Bella、切·格瓦拉的女兒 Aleida Guevara、英國反戰領導人 George Galloway 與來自巴勒斯坦的 Mustapha Barghouti。作家 Susan George、John Pilger 與 George Monbiot 也相當活躍。政治人物 Gerry Adams 是參與的眾多愛爾蘭人士之一。論壇以一場在南華克大教堂的遊行揭幕。
跟巴黎論壇不同的是：在倫敦一開始並無補助。資金最後由大倫敦政府、市長辦公室（肯·利文斯通及其幕僚）及一些工聯提供。社會主義工人黨、 全球抵抗組織、托賓稅網絡與核裁軍運動是使運動在倫敦舉辦的關鍵角色。
其他團體（如倫敦社會論壇）認為組織策略過於垂直化，他們因此「水平地」組織了其他週邊活動。這些週邊活動被稱為「自主的」或「超越 ESF」的，參與者有非政府組織、英格蘭與威爾斯綠黨以及一些不結盟的無政府主義者與社會主義者。
論壇以一場穿過倫敦市中心與特拉法加廣場的遊行告終。遊行的規模被視為論壇成功的標誌，不過許多歐洲批評家指出所有講者都是英國人，並由英國主辦者選出。遊行人數估計在7至10萬人間。講者要求結束戰爭、種族主義與私有化，他們鼓吹歐洲的和平與社會正義。

## 第四屆論壇
第四屆歐洲社會論壇於2006年5月4日至7日在雅典召開。根據主辦單位統計，登記人數超過了3萬5千人。5月7日週六下午的遊行據媒體估計有約8萬人參與，這是雅典市自2003年2月15日反戰遊行以後的新紀錄。
雖然許多人在事前對另類全球化運動有所擔憂，雅典論壇的成功證明了歐洲社會論壇還仍未失去活力。
論壇議題包括左翼與伊斯蘭的關係：某些參加者認為可以，而且也必須與穆斯林及伊斯蘭政治中的左派結盟，一同反抗自由主義，其他參加者則認為此與共和及世俗理念相悖。此外，論壇也論及如何在成功否決歐盟憲法之後建構另一種歐洲。

### 第一屆論壇
- European Social Forum: Meeting of a Multitude （页面存档备份，存于）, Tom Behan, Andrew Stone, Socialist Review, November 2002

### 第二屆論壇
- European Social Forum: Paris on My Mind （页面存档备份，存于）, Gill Hubbard, Socialist Review, December 2003
- Rattling the Bars （页面存档备份，存于）, George Monbiot, 原發表於 The Guardian 18th November 2003

### 第三屆論壇
- ESF: Debating the challenges for its future 收集關於第三屆歐洲社會論壇的文章與反思
- Great success of London ESF （页面存档备份，存于）, Alex Callinicos, Socialist Worker, 23 October 2004
- Old tricks from the hard left （页面存档备份，存于）, Paul Kingsnorth, New Statesman, 25 October 2004,
- The ethics of engagement revisited: remembering the ESF 2004, Emma Dowling, Ephemera: theory & politics in organization, May 2005
- Young people are highly political （页面存档备份，存于） Matthew Tempest 與倫敦市長 Ken Livingstone]] 討論歐洲社會論壇, 14 October, 2004
- Building on the Success of the London ESF Globalise Resistance 2005

### 第四屆論壇
- 第四屆歐洲社會論壇閉幕宣言（法文） （页面存档备份，存于）

## 外部連結
- 歐洲社會論壇官方網站
- Collaborative site for preparation of ESF activities and proposals
- 雅典歐洲社會論壇網站
- 'The World Social Forum: challenging empires' 線上版 （页面存档备份，存于）(ed. Jai Sen, Anita Anand, Arturo Escobar, Peter Waterman)
- 網上雜誌報導： 'The Organisation and Politics of Social Forums' (ed. Steffen Boehm, Sian Sullivan and Oscar Reyes)